# Tommaso II di Savoia
Tommaso II di Savoia (Montmélian, 1199 – Chambéry, 7 febbraio 1259) fu Conte di Fiandra e di Hainaut, dal 1237 al 1244, per diritto di matrimonio con Giovanna di Costantinopoli, signore del Piemonte dal 1247 e conte di Savoia, assieme al nipote Bonifacio di Savoia, dal 1253 alla sua morte.

## Origine
Tommaso, secondo Samuel Guichenon, era il figlio maschio terzogenito di Tommaso I, Conte di Savoia, d'Aosta e di Moriana, e della moglie, Margherita o forse Beatrice, che secondo la Chronica Albrici Monachi Trium Fontium era figlia del Conte di Ginevra, Guglielmo I e della signora di Faucigny, Beatrice.
Tommaso I di Savoia, secondo lo storico francese Samuel Guichenon, nel suo Histoire généalogique de la royale maison de Savoie, era l'unico figlio maschio dell'ottavo Conte di Savoia e Conte d'Aosta e Moriana e marchese d'Italia, Umberto III, detto il Santo e di Beatrice di Mâcon, che, secondo la Chronica Albrici Monachi Trium Fontium, era figlia di Gerardo I, conte di Mâcon e di Vienne e di Maurette de Salins, figlia del signore di Salins, Gaucher IV e della moglie di cui non si conoscono né il nome né gli ascendenti.

## Biografia
Essendo il maschio terzogenito, Tommaso fu avviato alla carriera ecclesiastica; il documento n° 58 del Peter der Zweite, Graf von Savoyen, Markgraf in Italien, ci conferma che nel 1224, Tommaso era un chierico, infatti assieme al padre, al fratello primogenito, Amedeo, alla madre ed agli altri fratelli chierici (Ipse Thomas comes, Amedeus primogenitus illius, Comitissa uxor Thomæ, eorum quatuor filii clerici videl. Willelmus, Thomas, Petrus et Bonifacius) fu trovato un accordo con il vescovo di Sion.
Tommaso dal 1224 al 1227 fu canonico a Losanna, dal 1227 prevosto a Valence, ed infine canonico della cattedrale di Lione.
Tommaso viene ancora citato, assieme a tutti i fratelli, ancora in vita (Amedeus, Aymo, W. electus Valentinus, Thomas, Petrus, Bonifacius et Philippus) nel documento n° 76 del Peter der Zweite, Graf von Savoyen, Markgraf in Italien, inerente ad una donazione della madre Margherita (M. comitissa Sabaudie et marchisa in Ytalia), all'abbazia di Altacomba, del 1231; questo documento si trova anche nel Regesta comitum Sabaudiae.
Secondo la Chronica Albrici Monachi Trium Fontium nel 1232, a Tommaso furono preclusi sia il vescovado di Losanna che l'arcivescovado di Lione (Thomas archidyaconus jam erat cassatus de episcopatu Laurensi et archiepiscopatu Lugdunensis). Molto probabilmente a causa di ciò, nel 1233, Tommaso abbandonò la vita ecclesiastica.
In quello stesso anno morì suo padre; Tommaso I morì il 1º marzo 1233; la Chronica Albrici Monachi Trium Fontium riporta che la morte di Tommaso I (comitis Thome de Sabaudia) è avvenuta nel 1232, mentre il documento n° DXXXVII del Regesta comitum Sabaudiae riporta la morte di Tommaso (Thomas comes Sabaudiae) al 1º marzo 1233 (1233, 1 Martii). suo fratello, Amedeo, il figlio primogenito succedette a Tommaso I, come Amedeo IV.
Nel 1235, suo fratello, Amedeo IV, aveva fatto un testamento, in cui stabiliva che, in mancanza di un erede maschio, il suo erede era il fratello Tommaso; Tommaso, pur essendo il terzogenito, era divenuto il fratello più anziano di Amedeo, in quanto il secondogenito Umberto era morto in Ungheria, nel 1223.
Nel 1236, sua nipote, Eleonora di Provenza, figlia di sua sorella Beatrice, aveva sposato il re di Inghilterra, Enrico III, e quindi era regina d'Inghilterra, e riuscì, negli anni successivi a far accogliere a corte diverse persone provenienti dalla Provenza, ma soprattutto dalla Savoia, tra gli altri suoi tre zii, Bonifacio, assieme ai fratelli, Pietro, il futuro conte di Savoia Pietro II (1263-1268), già Signore del Vaud (1233-1268), che divenne Conte di Richmond (1241-1268), e Guglielmo (†1239), vescovo di Valence e rettore di Vienne; Bonifacio divenne arcivescovo di Canterbury, fu nominato arcivescovo di Canterbury nel 1241, ma la carica fu ratificata da papa Innocenzo IV solo il 17 settembre 1243, come ci informa il monaco benedettino inglese, cronista della storia inglese, Matteo di Parigi.

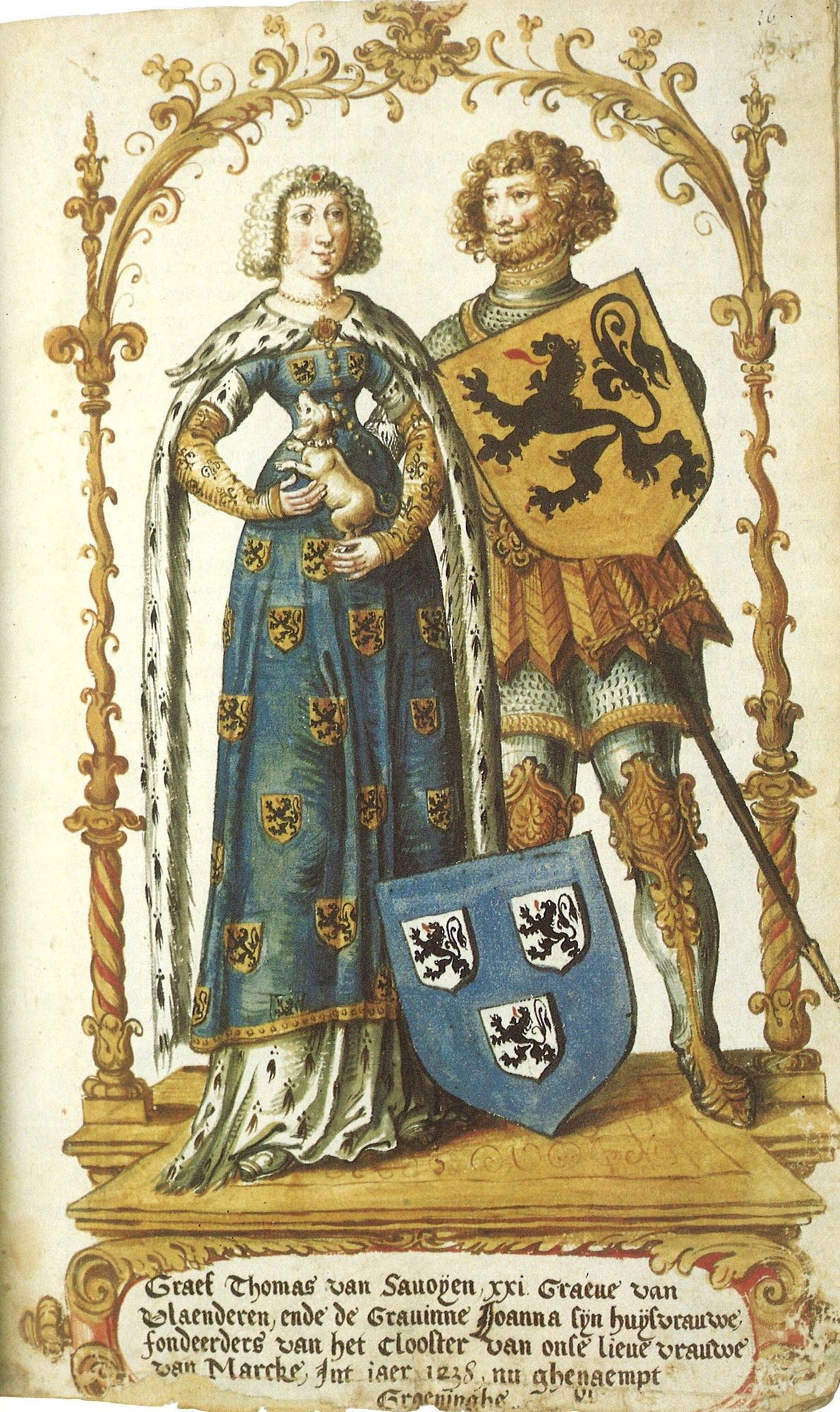
Tommaso con la prima moglie, Giovanna

Nel 1237, come ci conferma la Genealogica Comitum Flandriæ Bertiniana, Continuatio Leidensis et Divionensis, Tommaso sposò la Contessa delle Fiandra e di Hainaut, Giovanna, che, secondo la Genealogica Comitum Flandriæ Bertiniana, Continuatio Marchianensis era la figlia primogenita del Conte delle Fiandre, Conte di Hainaut, ed anche primo imperatore dell'impero latino di Costantinopoli, Baldovino delle Fiandre o di Hainaut e di Maria di Champagne, figlia, secondo il Gisleberti Chronicon Hanoniense, del conte di Champagne e di Brie, Enrico I e di Maria di Francia, che, secondo la Chronica Albrici Monachi Trium Fontium era la figlia primogenita del re di Francia, Luigi VII e della duchessa d'Aquitania e Guascogna e contessa di Poitiers, Eleonora.
Giovanna era al suo secondo matrimonio, avendo sposato in prime nozze, Ferdinando del Portogallo, che secondo il Roderici Toletani Archiepiscopi De Rebus Hispaniæ, Liber IX, VII, 5, RHGF XII, p. 383, era figlio del re del Portogallo, Sancho I e di Dolce di Barcellona(1160-1198), al quale Giovanna aveva dato una figlia: Maria (1231 - 1236 circa); Giovanna era vedova di Ferdinando dal 1233
Il matrimonio fu celebrato, nel 1237, dopo la morte della figlia di primo letto, Maria, come ci confermano gli Annales Blandinienses.
Nel 1238, suo fratello, Amedeo IV, aveva rifatto il testamento, in cui stabiliva che, in mancanza di un erede maschio, il suo erede era il fratello Tommaso, poi Filippo e poi Pietro, con la clausola che avrebbero dovuto pagare i debiti suoi e quelli del loro padre, Tommaso I.
Nel 1240, Amedeo IV rifece, per la terza volta il testamento, e stabiliva che, in mancanza di un erede maschio, il suo erede era il fratello Tommaso, che però aveva l'obbligo di saldare tutti i debiti suoi, del padre e del fratello defunto, Umberto.
Tommaso rimase vedovo nel 1244; sua moglie, Giovanna morì in quell'anno a Marquette: il 5 dicembre, secondo il Necrologio Sanctæ Waldetrudis e fu sepolta a Marquette, come confermano gli Annales Blandinienses, accanto al suo primo marito, Ferdinando. A Giovanna, come contessa di Fiandre e Hainaut, succedette la sorella minore, Margherita II, mentre Tommaso ritornò in Savoia.
Nel 1248, Tommaso fece testamento, disponendo di lasciare erede universale un eventuale figlio o figlia, avuti da una moglie legittima; il testamento è riprodotto integralmente nelle Preuves de l'Histoire généalogique de la royale maison de Savoie di Samuel Guichenon; il testamento fu consegnato al fratello Amedeo IV, perché lo custodisse.
In quello stesso anno 1248, Tommaso accompagnò il fratello Amedeo IV, furono ambasciatori dell'imperatore presso il papa Innocenzo IV per cercare una riconciliazione tra impero e papato, ma senza successo (forse non riuscirono neppure a parlare con Innocenzo IV).
Verso la fine del 1248, Tommaso ottenne dall'imperatore Federico II diversi feudi, tra cui i comuni di Ivrea e di Torino, cosa che ai torinesi non piacque affatto, e la nomina a Vicario imperiale per il Piemonte, come da vari documenti del Peter der Zweite, Graf von Savoyen, Markgraf in Italien.
Anche dopo la morte di Federico II, nel 1250, suo fratello, Amedeo IV, continuò ad essere un sostenitore dell'impero, mentre Tommaso si avvicinò al papato.
Come conferma il monaco benedettino inglese, cronista della storia inglese, Matteo da Parigi, nel 1251, Tommaso sposò Beatrice Fieschi, nipote del papa, dopo che a Tommaso, secondo, Bruno Galland, nel suo Les papes d'Avignon et la Maison de Savoie : 1309-1409, era stata tolta la scomunica, mentre la scomunica ad Amedeo fu tolta nel 1252.
Nel 1252, dopo la seconda elezione a re di Germania, avvenuta il 25 marzo, col favore del papa, Guglielmo II d'Olanda concesse a Tommaso il feudo di Bruino.
Amedeo IV, dopo la nascita del figlio maschio, Bonifacio, fece un quarto testamento, datato 1252, che indicava Bonifacio come suo erede universale (insituo Bonifacium filium meum mihi eredem in omnibus bonis meis), e un anno dopo un quinto, datato 1253, nel quale conferma Bonifacio suo erede sotto la tutela di suo fratello Tommaso (Haeres universalis Bonifacius filius suus, sub tutela Thomæ comitis).
Suo fratello, Amedeo IV, morì il 13 luglio 1253 e Bonifacio, l'unico figlio maschio, gli succedette, a soli 9 anni guidato dai consigli della madre e sotto la reggenza di zio Tommaso, signore del Piemonte; anche altri due storici francesi, Victor Flour de Saint-Genis e Jean Frézet confermano che Bonifacio divenne conte di Savoia a 9/10 anni, sotto la reggenza dello zio Tommaso.
Due fratelli di Tommaso e zii di Bonifacio, Pietro e Filippo, alla morte di Amedeo IV, chiedevano la divisione dei feudi, ma l'abilità di Tommaso riuscì a convincerli di accettare un appannaggio, che era stato loro concesso da Amedeo.

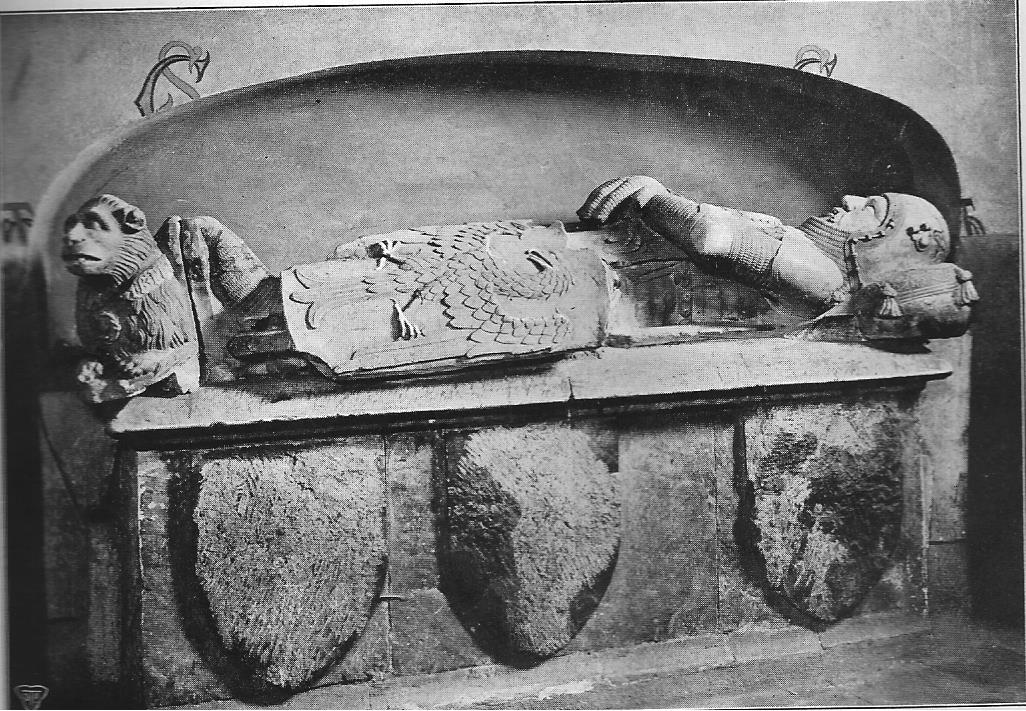
Sarcofago di Tommaso nella cattedrale di Aosta.

Nel 1254, papa Innocenzo IV scomunicò Manfredi di Svevia e dichiarò decaduto suo nipote Corrado II dal trono di Sicilia, nominando al suo posto Edmondo Plantageneto, purché conquistasse il regno con mezzi propri. In vista del procacciamento di alleati, sulla spinta del padre Enrico III, il minorenne Edmondo cominciò ad assegnare feudi e titoli del regno che non  aveva ancora conquistato. Uno dei destinatari di tali investiture fu proprio Tommaso di Savoia, al quale venne attribuito il principato di Capua: il papa confermò la concessione con bolla pontificia datata 11 giugno 1254 (riconfermata con proprie lettere patenti da Edmondo il 9 ottobre 1254). Nei fatti l'invasione del Regno di Sicilia non avvenne mai, Manfredi si riconciliò con il papa e tale concessione del titolo principesco rimase, dunque, solo sulla carta.
Nel 1255, sempre su consiglio di Tommaso, la Savoia intervenne al fianco della contessa delle Fiandre e contessa di Hainaut, Margherita (cognata di Tommaso) nella guerra di successione di Fiandra e Hainaut che opponeva la Casa di Avesnes alla Casa dei Dampierre, con scarso successo, essendo i Dampierre militarmente sconfitti; anche il dodicenne Bonifacio seguì lo zio nella spedizione nelle Fiandre.
Dopo che gli Astigiani avevano riconosciuto il nuovo imperatore Corrado IV di Svevia, il Pontefice, Papa Innocenzo IV, indusse Tommaso a dichiarar loro guerra, in alleanza con i Torinesi ed i Chieresi, con il marchese di Monferrato, Guglielmo VII, mentre il nipote, Bonifacio, era rientrato in Savoia.
Ma a Montebruno, presso Pinerolo, gli astigiani, l'8 febbraio 1257, sconfissero i collegati e fecero prigioniero il conte Tommaso, che, per riavere la libertà dovette accettare una umiliante transazione, rinunciare ad ogni diritto sulla Città di Torino e su altre terre vicine. La città di Torino, che aveva aderito nel 1255 alla coalizione di comuni guidata da Asti, venne sottoposta sino al 1270 alla signoria di Asti, poi fino al 1276 a quella di Carlo d'Angiò ed infine a quella di Guglielmo VII del Monferrato, al quale verrà strappata (fu fatto prigioniero) da Tommaso III di Savoia.
Tommaso morì nel 1259; secondo Matteo di Parigi, Tommaso fu avvelenato (dicitur potionatus). Fu sepolto nel presbiterio della cattedrale di Aosta. Nei titoli di conte di Moriana e signore del Piemonte gli succedette il figlio primogenito, Tommaso.
Suo nipote, Bonifacio, rimasto solo a governare la contea si riavvicinò al partito ghibellino, al cognato Manfredi, reggente del regno di Sicilia.

## Matrimoni e discendenti
Tommaso, nel 1237, aveva sposato la Contessa delle Fiandra e di Hainaut, Giovanna, la quale non gli diede figli.
In seguito, dopo essere rimasto vedovo, sposò una nipote di papa Papa Innocenzo IV: Beatrice Fieschi, figlia del conte di Lavagna, Teodoro Fieschi e della moglie Simona. Da Beatrice Fieschi Tommaso ebbe quattro figli:
- Tommaso (1252 – 1282), detto Tommasino, divenuto poi signore del Piemonte, citato coi fratelli nel testamento di sua zia, Beatrice, contessa consorte di Provenza e di Forcalquier, (Thomam Amedeum et Ludovicum filios quondam Dom. Thome fratris mei)[53];
- Amedeo (1253 – 1325) suo successore dopo Bonifacio, Pietro II e Filippo I, citato coi fratelli nel testamento di sua zia, Beatrice, contessa consorte di Provenza e di Forcalquier, (Thomam Amedeum et Ludovicum filios quondam Dom. Thome fratris mei)[53];
- Ludovico o Luigi (1254 – 1302), citato coi fratelli nel testamento di sua zia, Beatrice, contessa consorte di Provenza e di Forcalquier, (Thomam Amedeum et Ludovicum filios quondam Dom. Thome fratris mei…Alienore filie predicti comitis Thome)[53], divenuto poi Barone di Vaud, capostipite della linea omonima di Savoia-Vaud, che sposò in prime nozze Adelma di Lorena, quindi Isabella di Aulnay ed infine Giovanna di Montfort;
- Eleonora (1255 circa – 1296), citata nel testamento di sua zia, Beatrice, contessa consorte di Provenza e di Forcalquier, (Alienore filie predicti comitis Thome)[53], andata sposa a Ludovico di Forez-Beaujeu.

## Ascendenza
|                        |                     |                          | Genitori                 |  |  | Nonni |  |  | Bisnonni             |  |  | Trisnonni            |  |
|                        |                     |                          |                          |  |  |       |  |  | Amedeo III di Savoia |  |  | Umberto II di Savoia |  |
|                        |                     |                          |                          |  |  |       |  |  | Amedeo III di Savoia |  |  | Umberto II di Savoia |  |
|                        |                     | Giselda di Borgogna      |                          |  |  |       |  |  | Amedeo III di Savoia |  |  |                      |  |
| Umberto III di Savoia  |                     |                          |                          |  |  |       |  |  | Amedeo III di Savoia |  |  |                      |  |
|                        |                     | Mahaut d'Albon           | Ghigo III d'Albon        |  |  |       |  |  |                      |  |  |                      |  |
|                        |                     | Mahaut d'Albon           | Ghigo III d'Albon        |  |  |       |  |  |                      |  |  |                      |  |
|                        |                     | Mahaut d'Albon           | Matilde d'Inghilterra    |  |  |       |  |  |                      |  |  |                      |  |
| Tommaso I di Savoia    |                     | Mahaut d'Albon           |                          |  |  |       |  |  |                      |  |  |                      |  |
|                        |                     | Gerardo I di Mâcon       | Guglielmo IV di Borgogna |  |  |       |  |  |                      |  |  |                      |  |
|                        |                     | Gerardo I di Mâcon       | Guglielmo IV di Borgogna |  |  |       |  |  |                      |  |  |                      |  |
|                        |                     | Gerardo I di Mâcon       | Poncette de Traves       |  |  |       |  |  |                      |  |  |                      |  |
| Beatrice di Mâcon      |                     | Gerardo I di Mâcon       |                          |  |  |       |  |  |                      |  |  |                      |  |
|                        |                     | Maurette di Salins       | Gaucher IV de Salins     |  |  |       |  |  |                      |  |  |                      |  |
|                        |                     | Maurette di Salins       | Gaucher IV de Salins     |  |  |       |  |  |                      |  |  |                      |  |
|                        |                     | Maurette di Salins       | …                        |  |  |       |  |  |                      |  |  |                      |  |
| Tommaso II di Savoia   |                     | Maurette di Salins       |                          |  |  |       |  |  |                      |  |  |                      |  |
|                        | Amedeo I di Ginevra | Aimone I di Ginevra      |                          |  |  |       |  |  |                      |  |  |                      |  |
|                        | Amedeo I di Ginevra | Aimone I di Ginevra      |                          |  |  |       |  |  |                      |  |  |                      |  |
|                        | Amedeo I di Ginevra | Ida de Glane de Faucigny |                          |  |  |       |  |  |                      |  |  |                      |  |
| Guglielmo I di Ginevra | Amedeo I di Ginevra |                          |                          |  |  |       |  |  |                      |  |  |                      |  |
|                        |                     | Matilde di Cuiseaux      | Ugo di Cuiseaux          |  |  |       |  |  |                      |  |  |                      |  |
|                        |                     | Matilde di Cuiseaux      | Ugo di Cuiseaux          |  |  |       |  |  |                      |  |  |                      |  |
|                        |                     | Matilde di Cuiseaux      | …                        |  |  |       |  |  |                      |  |  |                      |  |
| Margherita di Ginevra  |                     | Matilde di Cuiseaux      |                          |  |  |       |  |  |                      |  |  |                      |  |
|                        |                     | Guy II de Valpergue      | Ardouin de Valpergue     |  |  |       |  |  |                      |  |  |                      |  |
|                        |                     | Guy II de Valpergue      | Ardouin de Valpergue     |  |  |       |  |  |                      |  |  |                      |  |
|                        |                     | Guy II de Valpergue      | Aloïse De Biandrate      |  |  |       |  |  |                      |  |  |                      |  |
| Beatrice di Faucigny   |                     | Guy II de Valpergue      |                          |  |  |       |  |  |                      |  |  |                      |  |
|                        |                     | Beatrice Visconti        | Ottone Visconti          |  |  |       |  |  |                      |  |  |                      |  |
|                        |                     | Beatrice Visconti        | Ottone Visconti          |  |  |       |  |  |                      |  |  |                      |  |
|                        |                     | Beatrice Visconti        | Luitgarda Stampa         |  |  |       |  |  |                      |  |  |                      |  |
|                        |                     | Beatrice Visconti        |                          |  |  |       |  |  |                      |  |  |                      |  |

### Fonti primarie
- (LA)  Matthæi Parisiensis, Monachi Sancti Albani, Chronica Majora, vol. III.
- (LA)  Matthæi Parisiensis, Monachi Sancti Albani, Chronica Majora, vol. V.
- (LA)  Matthæi Parisiensis, Monachi Sancti Albani, Chronica Majora, vol. VI.
- (LA)  Monumenta Germaniae Historica, Scriptores, tomus V.
- (LA)  Monumenta Germaniae Historica, Scriptores, tomus IX.
- (LA)  Monumenta Germaniae Historica, Scriptores, tomus XXI.
- (LA)  Monumenta Germaniae Historica, Scriptores, tomus XXIII.
- (LA)  Monumenta Germaniae Historica, Scriptores, tomus XXIV.
- (FR)  Recueil des historiens des Gaules et de la France. Tome 12.
- (LA)  Regesta comitum Sabaudiae
- (LA)  Peter der Zweite, Graf von Savoyen, Markgraf in Italien

### Letteratura storiografica
- Austin Lane Poole, L'interregno in Germania, cap. IV, vol. V (Il trionfo del papato e lo sviluppo comunale) della Storia del Mondo Medievale, 1999, pp. 128–152.
- Michelangelo Schipa, "L'Italia e la Sicilia sotto Federico II", in Storia del mondo medievale, cap. V, vol. V, 1999, pp. 153–197
- C.W. , sottoPrevité-Orton, "L'Italia nella seconda metà del XIII secolo", cap. VI, vol. V, in Storia del Mondo Medievale, 1999, pp. 198–244.
- E.F. Jacob, "Inghilterra : Enrico III", in Storia del mondo medievale, vol. VI, 1999, pp. 198–234
- Paul Fournier, "Il regno di Borgogna o d'Arles dal XI al XV secolo", cap. XI, vol. VII (L'autunno del medioevo e la nascita del mondo moderno) della Storia del Mondo Medievale, 1999, pp. 383–410.
- (FR)  Histoire de Savoie, d'après les documents originaux,... par Victor ... Flour de Saint-Genis. Tome 1
- (FR)  Histoire généalogique de la royale maison de Savoie, justifiée par titres, ..par Guichenon, Samuel
- (FR)  Histoire de la Maison de Savoie
- (FR)  Histoire Générale de Languedoc avec des Notes, Tome V.
- (FR)  Preuves de l'Histoire généalogique de la royale maison de Savoie, justifiée par titres, ..par Guichenon, Samuel
- (FR)  Les papes d'Avignon et la Maison de Savoie : 1309-1409